# Banken for Ringsted og Omegn
Banken for Ringsted og Omegn, også kaldet Ringsted Bank, var en lokal bank, der havde hovedsæde i Ringsted. Banken blev etableret i 1890 og eksisterende frem til 1967.
Sagfører Niels Svendsen regnes for at være den egentlige stifter af banken. Målet var at lette pengeomsætningen og kreditformidlingen på egnen. Forbilledet var de allerede oprettede diskontobanker rundt i landet.
Ringsteds første folkevalgte borgmester Gravers Graversen var fra 1915 til 1927 direktør for banken.
Banken oprettede allerede i 1905 filialer i Borup og Merløse, mens Ørslev fik en filial i 1915 og Glumsø, Gørslev og Sneslev kom til 1919. Nyrup og Jystrup fik filialer i 1921 og 1925. Fjenneslev kom til i 1927 og Benløse som den sidste filial i 1963. Filialerne markedsførtes med det lokale bynavn - med undertitlen "filial af Banken for Ringsted og Omegn".
Banken overtog i 1932 Jystrup Andelskasse. I 1937 opførte banken et nyt hovedsæde på Torvet i Ringsted tegnet af Palle Suenson i funktionalistisk stil.
Banken fusionerede i 1967 med Vestsjællandske Bank og Banken for Holbæk og Omegn. Den nye bank fik i første omgang navnet Sjællandsbanken, men blev sidenhen til Kronebanken, der senere fusioneredes ind i Provinsbanken.
I 1964 udgjorde bankens egenkapital 17 mio. kr., balancen var på cirka 150 mio. kr. og totalomsætningen var på 5,5 mia. kr.